# قطار سوزان (فیلم)
قطار سوزان (به هندی: The Burning Train) فیلمی محصول سال ۱۹۸۰ و به کارگردانی راوی چوپرا است. در این فیلم بازیگرانی همچون درمندرا، وینود کانا، جیتندرا، هما مالینی، پروین بابی، نیتو سینگ، دنی دنزونگپا، افتخار، رانجیت، سیمی گریوال، آسرانی و نظیر حسین ایفای نقش کرده‌اند.